# Північно-Східна провінція (Кенія)
Північно-Східна (англ. North Eastern Province, суах. Mkoa wa Kaskazini-Mashariki, сом. Woqooyi bari) — одна з восьми колишніх провінцій Кенії, розташована в східній частині Кенії. Межує з Сомалі. Адміністративний центр провінції - місто Гарісса, розташоване поблизу Прибережної провінції. На 2009 рік в провінції проживало 2 310 757 осіб на площі 126 852 км².

## Населення
Основне населення провінції - сомалійці. На території провінції безліч таборів біженців з Сомалі.

## Адміністративний поділ
Раніше провінція була розділена на 3 округи:
| № | Округи            | Адміністративний центр | Населенняе, чел. (2009 г.) |
| - | ----------------- | ---------------------- | -------------------------- |
| 1 | Гарісса (Garissa) | Гарісса                | 623 060                    |
| 2 | Ваджир (Wajir)    | Ваджир                 | 1 025 756                  |
| 3 | Мандера (Mandera) | Мандера                | 661 941                    |

З 2007 року округу були розділені на більш дрібні і їх стало 11.